# 403491 Anthonygrayling
403491 Anthonygrayling este o planetă minoră (asteroid) din centura de asteroizi. A fost descoperită pe 21 octombrie 2009 la Catalina Station⁠(d) de Catalina Sky Survey și a fost numită după A. C. Grayling⁠(d). 
Obiectul prezintă o orbită caracterizată de o semiaxă mare de 3,1124107668114 UAi, o excentricitate de 0,26678298334055, o înclinație de 10,771723714924 ° în raport cu ecliptica.